# Henry Fonda
Henry Jaynes Fonda, född 16 maj 1905 i Grand Island, Nebraska, död 12 augusti 1982 i Bel Air, Los Angeles, Kalifornien, var en amerikansk skådespelare. Under fem årtionden som filmskådespelare medverkade Fonda i ett nittiotal filmer. Fonda var patriarken i en familj med flera kända skådespelare, inklusive dottern Jane Fonda, sonen Peter Fonda samt barnbarnen Bridget Fonda och Troy Garity.

## Biografi
Fonda växte upp i Omaha, Nebraska. Han studerade journalistik i två år vid University of Minnesota. Dorothy Brando (mor till Marlon Brando), som var ledare för en halvprofessionell teatergrupp, gav honom 1925 hans första teaterroll. Sedermera började Fonda spela på Cape Cod mot bland andra James Stewart, som han en tid sammanbodde med. 1929 debuterade han på Broadway och filmdebuterade i Hollywood 1935. Under andra världskriget tjänstgjorde han i flottan.
1939 gestaltade han Abraham Lincoln i John Fords Folkets hjälte; den första av sammanlagt åtta filmer i Fords regi han spelade i. Av de övriga kan nämnas Vredens druvor (1940), Indianöverfallet vid Fort Apache (1948) och Nattpermission (1955). För huvudrollen i Nattpermission vann han 1948 en Tony Award när pjäsen sattes upp på Broadway. Under sin 50 år långa karriär på vita duken syntes Fonda i klassiker som Alfred Hitchcocks Fel man (1956) och Sidney Lumets 12 edsvurna män (1957). 1982 tilldelades han en Oscar för insatsen i Sista sommaren, som också blev han sista film.
Roller som nobla män gav Fonda gott renommé, men hans popularitet minskade på 1970-talet, något som delvis kan berott på de bekanta intrigerna mellan honom och barnen Peter och Jane. Efter roller som Clarence Darrow, Wyatt Earp, USA:s president, sheriffer och domare, kreerade han överraskande antagonisten i Sergio Leones western Harmonica – en hämnare (1968). 1978 fick han American Film Institutes pris Life Achievement Award och belönades med en heders-Oscar 1981. Fonda är placerad som nummer sex på American Film Institutes lista över de främsta manliga filmstjärnorna i amerikansk filmhistoria.
Fonda var gift fem gånger, bland annat åren 1931–1932 med skådespelaren Margaret Sullavan och 1936–1950 med Frances Seymour Brokaw. Detta äktenskap resulterade i två barn, Jane och Peter, som båda också blev skådespelare. Äktenskapet slutade i tragedi, då Frances Fonda begick självmord.

## Filmografi
Följande är en lista över Fondas filmer och filmroller.
| År   | Titel                                   | Roll                                  |
| ---- | --------------------------------------- | ------------------------------------- |
| 1935 | Mot lyckans hamn                        | Dan Harrow                            |
| 1935 | Way Down East                           | David Bartlett                        |
| 1935 | Blott en dröm                           | Jonathan 'Johnny' Street              |
| 1936 | Spendthrift                             | Townsend Middleton                    |
| 1936 | Sången om skogarnas folk                | Dave Tolliver                         |
| 1936 | The Moon's Our Home                     | Townsend Middleton                    |
| 1937 | Man lever bara en gång                  | Eddie Taylor                          |
| 1937 | Wings of the Morning                    | Kerry Gilfallen                       |
| 1937 | Slim                                    | Slim Kincaid                          |
| 1937 | That Certain Woman                      | Jack V. Merrick, Jr.                  |
| 1938 | I Met My Love Again                     | Ives Towner                           |
| 1938 | Skandalen kring Julie                   | Preston Dillard                       |
| 1938 | Blockad                                 | Marco                                 |
| 1938 | Männen från havet                       | Jim Kimmerlee                         |
| 1938 | The Mad Miss Manton                     | Peter Ames                            |
| 1939 | Utanför lagen                           | Frank James                           |
| 1939 | Let Us Live!                            | Brick Tennant                         |
| 1939 | Triumf                                  | Thomas Watson                         |
| 1939 | Folkets hjälte                          | Abraham Lincoln                       |
| 1939 | Flammande vildmark                      | Gilbert Martin                        |
| 1940 | Vredens druvor                          | Tom Joad                              |
| 1940 | Primadonnan                             | Alexander Moore                       |
| 1940 | Frank James hämnd                       | Frank James                           |
| 1940 | Den förbjudna kyssen                    | Chad Hanna                            |
| 1941 | Kvinnan Eva                             | Charles Pike                          |
| 1941 | När vildmarken kallar                   | John Murdock                          |
| 1941 | Det kan ingen doktor hjälpa             | Peter Kirk                            |
| 1942 | Svindel och kärlek                      | John Wheeler                          |
| 1942 | Än lever Adam                           | Prof. Tommy Turner                    |
| 1942 | Snabb karriär garanteras                | Thadeus Winship 'Tad' Page            |
| 1942 | Manhattan                               | George                                |
| 1942 | The Big Street                          | Augustus "Little Pinks" Pinkerton II  |
| 1943 | Den odödlige sergeanten                 | Korpral Colin Spence                  |
| 1943 | Möte vid Ox-oket                        | Gil Carter                            |
| 1946 | Laglöst land                            | Wyatt Earp                            |
| 1947 | Lång natt                               | Joe Adams                             |
| 1947 | Rätten att leva                         | A Fugitive                            |
| 1947 | Hans älskarinna                         | Peter Lapham                          |
| 1948 | Kom och blås!                           | Lank Solsky                           |
| 1948 | Indianöverfallet vid Fort Apache        | Överstelöjtnant Owen Thursday         |
| 1949 | Döden lägger pussel                     | Nightclub Waiter                      |
| 1951 | Benjy                                   | Berättare                             |
| 1951 | Pictura: An Adventure in Art            | Berättare                             |
| 1955 | Nattpermission                          | Löjtnant Douglas A. Roberts           |
| 1956 | Krig och fred                           | Pierre Bezukhov                       |
| 1956 | Fel man                                 | Manny Balestrero                      |
| 1957 | 12 edsvurna män                         | Juror no. 8 / Mr. Davis               |
| 1957 | Skjuta eller skjutas                    | Morgan 'Morg' Hickman                 |
| 1958 | Född till stjärna                       | Lewis Easton                          |
| 1959 | Våldet och lagen                        | Clay Blaisedell                       |
| 1959 | The Man Who Understood Women            | Willie Bauche                         |
| 1959 | The Deputy                              | Marshal Simon Fry                     |
| 1962 | Storm över Washington                   | Robert A. Leffingwell                 |
| 1962 | Den längsta dagen                       | Brigadgeneral Theodore Roosevelt, Jr. |
| 1962 | Så vanns vilda västern                  | Jethro Stuart                         |
| 1963 | Spencer's Mountain                      | Clay Spencer                          |
| 1964 | The Best Man                            | William Russell                       |
| 1964 | Bombsäkert                              | Presidenten                           |
| 1964 | Sexig som synden                        | Frank Broderick                       |
| 1965 | Vildast i västern                       | Marion 'Howdy' Lewis                  |
| 1965 | Första segern                           | Adm. Chester W. Nimitz                |
| 1965 | Spionen från öster                      | Dimitri Koulov                        |
| 1965 | Det stora slaget                        | Överstelöjtnant Daniel Kiley          |
| 1966 | Full hand i Dodge City                  | Meredith / Ben Bailey                 |
| 1967 | Mannen som red in i Dakota              | Mayor Will Blue                       |
| 1967 | Stranger on the Run                     | Ben Chamberlain                       |
| 1967 | Duellen i Firecreek                     | Bob Larkin                            |
| 1968 | Brottsplats Manhattan                   | Commissioner Anthony X. Russell       |
| 1968 | Yours, Mine and Ours                    | Frank Beardsley                       |
| 1968 | Bostonstryparen                         | John S. Bottomly                      |
| 1968 | Harmonica - en hämnare                  | Frank                                 |
| 1969 | An Impression of John Steinbeck: Writer | Berättare                             |
| 1970 | Självmordspatrullen                     | Kapten John G. Nolan                  |
| 1970 | Duellen i Cheyenne                      | Harley Sullivan                       |
| 1970 | Det var en gång en skurk...             | Woodward Lopeman                      |
| 1971 | Hårt mot hårt                           | Henry Stamper                         |
| 1971 | The Smith Family                        | Det. Sgt. Chad Smith                  |
| 1973 | Den röda ponnyn                         | Carl Tiflin                           |
| 1973 | Reptilen                                | Allan Davies                          |
| 1973 | Världens största stöt                   | Mark Forbes                           |
| 1973 | Rivalerna                               | Mark Sawyer                           |
| 1973 | Mitt namn är Nobody                     | Jack Beauregard                       |
| 1974 | Slutet - Mussolinis fall                | Cardinal Schuster                     |
| 1974 | Clarence Darrow                         | Clarence Darrow                       |
| 1976 | Collision Course: Truman vs. MacArthur  | Gen. Douglas MacArthur                |
| 1976 | Almos' a Man                            | unknown                               |
| 1976 | Slaget om Midway                        | Adm. Chester W. Nimitz                |
| 1976 | Makten och härligheten                  | Sen. Enfield Bassett                  |
| 1977 | Dödens tentakler                        | Mr. Whitehead                         |
| 1977 | Berg och dalbanan                       | Simon Davenport                       |
| 1977 | Den jättelika vägspärren                | Elegant John Howard                   |
| 1978 | Ökenråttornas revansch                  | General Foster                        |
| 1978 | Home to Stay                            | Grandpa George                        |
| 1978 | Fedora                                  | President of the Academy              |
| 1978 | Katastrofplats Houston                  | Dr. Walter Krim                       |
| 1978 | A Special Sesame Street Christmas       | Guest                                 |
| 1979 | Roots: The Next Generations             | Colonel Frederick Warner              |
| 1979 | City on Fire                            | Chief Albert Risley                   |
| 1979 | Wanda Nevada                            | Old Prospector                        |
| 1979 | Meteor                                  | The President                         |
| 1980 | The Jilting of Granny Weatherall        | Berättare                             |
| 1980 | The Oldest Living Graduate              | Col. J.C. Kincaid                     |
| 1980 | Gideon's Trumpet                        | Clarence Earl Gideon                  |
| 1981 | Sista sommaren                          | Norman Thayer Jr.                     |
| 1981 | Summer Solstice                         | Joshua Turner                         |

## Framträdanden på Broadway
Följande pjäser spelade Fonda i på Broadway mellan 1929 och 1978:
- The Game of Love and Death (november 1929 – januari 1930)
- I Loved You, Wednesday (oktober – december 1932)
- New Faces of 1934 (Revue; mars – juli 1934)
- The Farmer Takes a Wife (oktober 1934 – januari 1935)
- Blow Ye Winds (september – oktober 1937)
- Mister Roberts (februari 1948 – januari 1951)
- Point of No Return (december 1951 – november 1952)
- The Caine Mutiny (januari 1954 – januari 1955)
- Two for the Seesaw (januari 1958 – oktober 1959)
- Silent Night, Lonely Night (december 1959 – mars 1960)
- Critic's Choice (december 1960 – maj 1961)
- A Gift of Time (februari – maj 1962)
- Generation (oktober 1965 – juni 1966)
- Our Town (november – december 1969)
- Clarence Darrow (mars – april 1974; mars 1975)
- First Monday in October (oktober – december 1978)